# Frans Oskar Lilius
Frans Oskar Lilius (né le 15 avril 1871 à  Messukylä – mort le 12 décembre 1928 à Helsinki) est un juriste, sénateur, membre de la  Cour suprême et ministre de la Justice de Finlande,.